# Streptocephalus cafer
Streptocephalus cafer är en kräftdjursart som först beskrevs av Sven Lovén 1847.
Streptocephalus cafer ingår i släktet Streptocephalus och familjen Streptocephalidae. Inga underarter finns listade i Catalogue of Life.